# Arkia Israel Airlines
Arkia Israel Airlines là một hãng hàng không Israel. Trụ sở chính ở cơ sở sân bay Sde Dov ở Tel Aviv, Israel. Đây là hãng hàng không lớn thứ hai của Israel (sau El Al) và hoạt động bay thường lệ nội địa và quốc tế ở Tây Âu và trên khắp Địa Trung Hải. Cơ sở chính của hãng là sân bay Sde Dov với trung tâm hoạt động tại sân bay Eilat và sân bay quốc tế Ovda.

## Lịch sử
Arkia được thành lập vào năm 1949 với tên gọi Israel Inland Airlines khi có nhu cầu rõ ràng về dịch vụ hàng không nội địa để kết nối Tel Aviv với các vùng khác nhau của nhà nước mới thành lập Israel, đặc biệt là thành phố Eilat, cảng biển quan trọng của Israel nằm trên vịnh Aqaba. Chuyến bay bắt đầu vào năm 1950 với máy bay De Havilland DH.89, tiếp theo là bằng máy bay Douglas DC-3, để kết nối các đô thị lớn ở Israel từ Rosh Pina
Những năm 1950, hãng tiếp tục phát triển nâng cấp đội bay của mình lên loại DC-3 lớn hơn và khai thác hai chuyến bay mỗi ngày trên chặng Tel Aviv-Eilat. Điều này cho phép Arkia có số lượng hành khách hàng năm là hơn 70.000. Khi Eilat tiếp tục phát triển trong những năm 1960, hãng hàng không này cũng giới thiệu máy bay phản lực cánh quạt Handley Page Dart Herald 200 cho đội bay của mình từ năm 1967-1968, cho phép Arkia mở rộng với các tuyến bay mới đến Jerusalem và Sharm-el-Sheikh. Một công ty con, Kanaf Arkia Airline và Aviation Services được thành lập khi hãng hàng không này mua lại 50% cổ phần của Kanaf Airlines và Aviation Services và vào cuối những năm 1960, các chuyến bay theo lịch trình đã đi vào hoạt động trên khắp Israel, từ Rosh Pinna ở phía bắc, đến Ofira ở phía nam.
Tháng 3/1980, Kanaf Arkia mua lại cổ phần còn lại của Arkia và hợp nhất hai nhà khai thác. Hãng đã phát triển nhanh chóng trong suốt những năm 1980, chuyển sang cả thị trường thuê chuyến quốc tế và bảo trì hàng không. Hãng hiện thuộc sở hữu của Kanaf-Arkia Airlines (70%) và các nhân viên hàng không (30%). Năm 2006, anh em nhà Nakash của Jordache Enterprises đã mua 70% cổ phần của Knafaim.
Tháng 11/2018, Arkia đã trở thành khách hàng đầu tiên trên thế giới khai thác chiếc Airbus A321LR khi nhận chiếc máy bay đầu tiên thuộc loại này.

## Đội bay

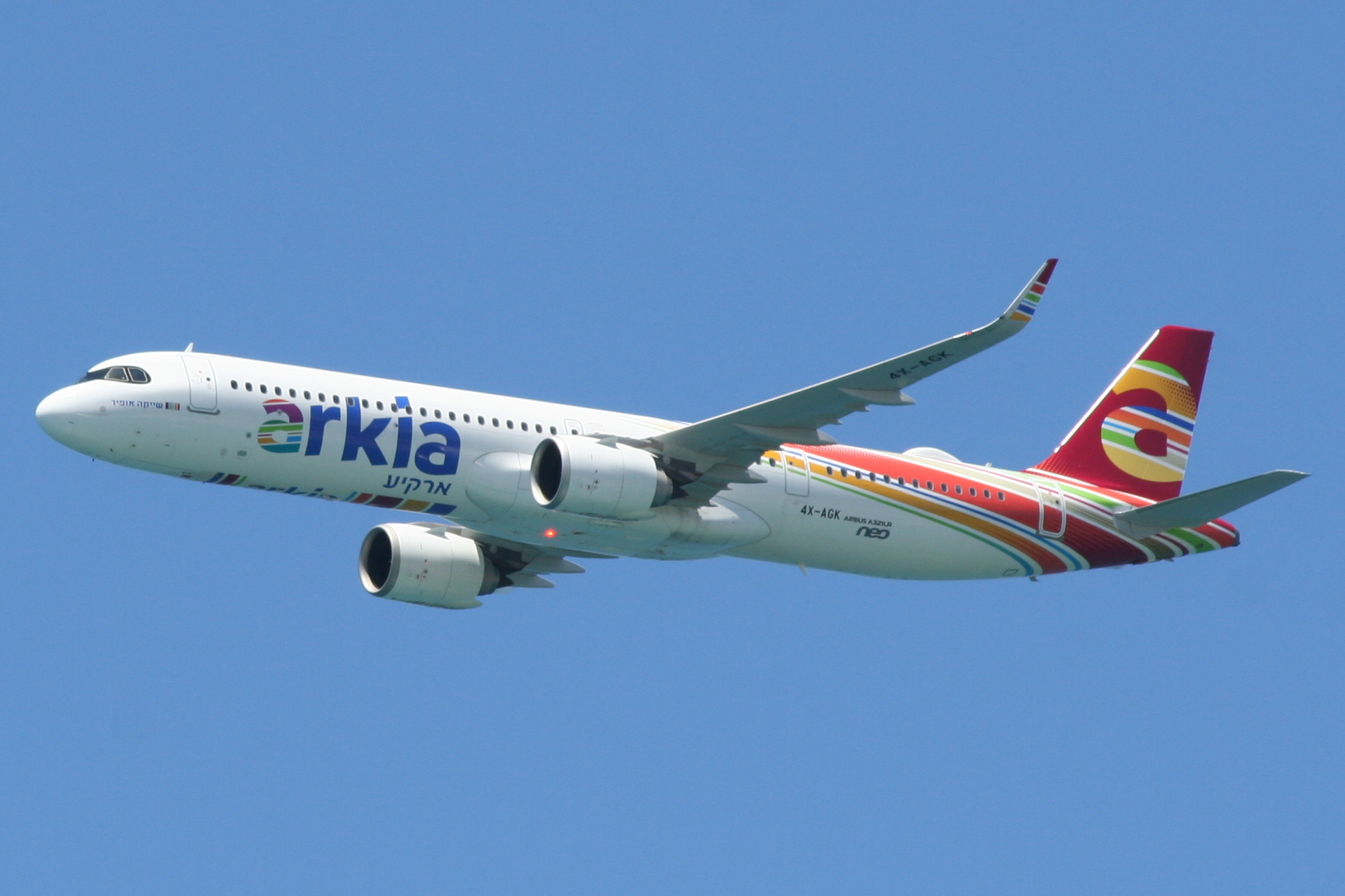
Chiếc Airbus A321LR đầu tiên trên thế giới

Tính đến tháng 7/2021:
| Airbus A321LR   | 2 | — | 219 |  |  |  |  |
| Airbus A330-900 | — | 1 | 338 |  |  |  |  |
| Embraer 190     | 1 | — | 110 |  |  |  |  |
| Embraer 195     | 3 | — | 122 |  |  |  |  |
| Tổng cộng       | 6 | 1 |     |  |  |  |  |